# Henri-François de Vence
Henri-François d'Orches de Vence, dit l’abbé de Vence (vers 1676 - Nancy, 1749) fut un ecclésiastique français, commentateur de la Bible.

## Biographie
Né dans le Barrois, il avait été précepteur des jeunes princes de Lorraine, puis prévôt de l'église primatiale de Nancy. Chargé de surveiller l'impression de la Bible du Père de Carrières, imprimée à Nancy, il y ajouta six volumes d’Analyses et dissertations sur les livres de l'Ancien Testament, plus deux volumes d’Analyses ou Explications des Psaumes (1738-43), qui donnèrent beaucoup de valeur à cette édition et qui lui ont valu le nom de Bible de Vence. Cette Bible, publiée à Nancy de 1738 à 1743, en 22 volumes in-12°, a été réimprimée plusieurs fois, notamment à Paris, en 1827 et années suivantes (27 volumes in-8°).
L'éditeur Rondet a utilisé les travaux de l'abbé de Vence pour sa Bible (1767-1773).

## Source
- Marie-Nicolas Bouillet  et Alexis Chassang (dir.), « L'abbé de Vence » dans Dictionnaire universel d’histoire et de géographie, 1878 (lire sur Wikisource)